# 크레이그 벤터

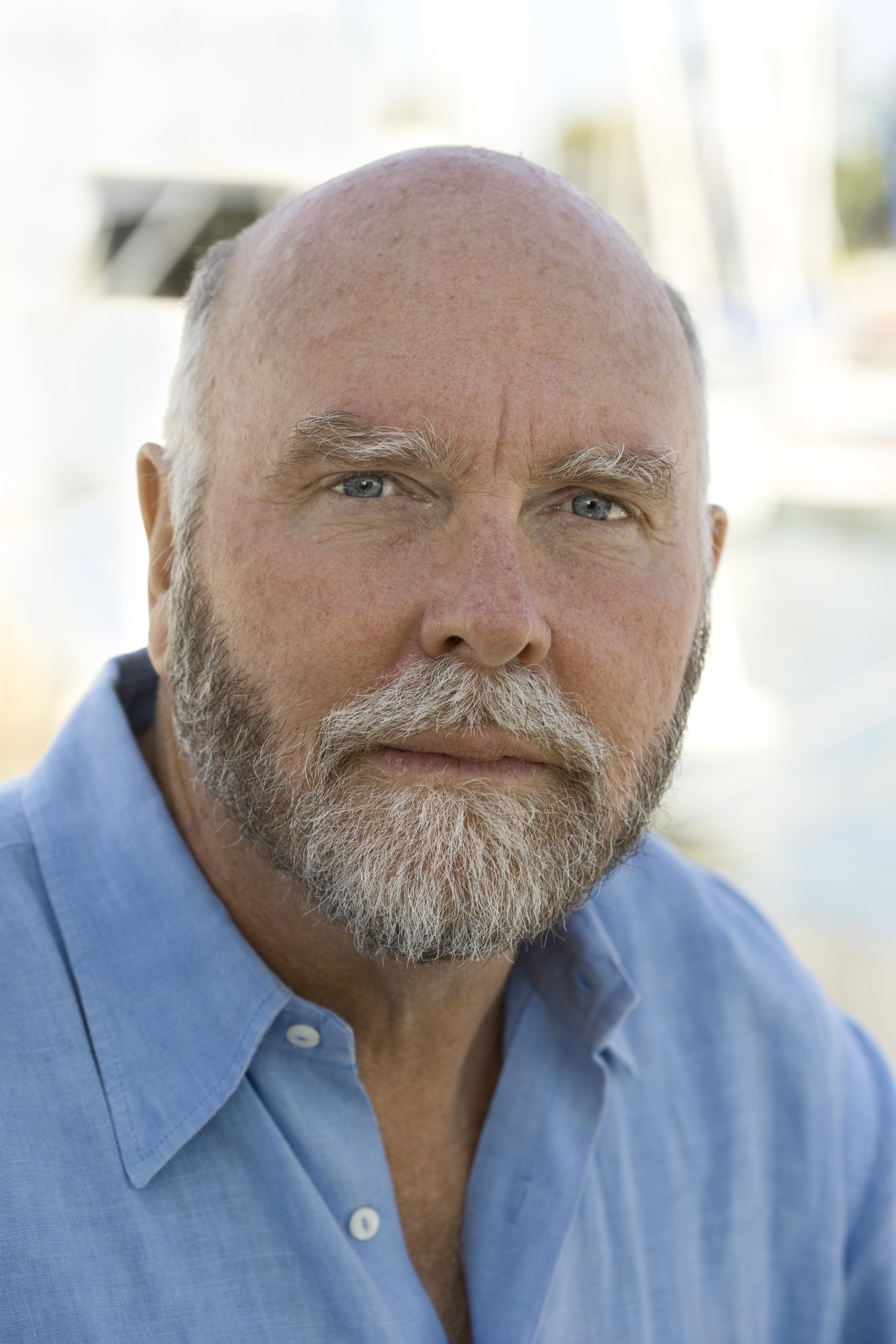
크레이그 벤터

크레이그 벤터(J. Craig Venter, 1946년 10월 14일 ~)는 미국의 생물학자이며 예비역 미국 육군 하사이다.

## 이력
그는 현재 크레이그 벤터 연구소를 운영하고 있다. 그는 미국국립보건원에 있을 때 인간 유전체 서열 해독 기술을 이용하여, 셀레라라는 회사를 만들어서, 인간유전체프로젝트의 속도를 올린 결과를 낳았다. 초기에는 인간유전체 서열을 특허화하는 사업모델을 만들었으나, 나중에 영국 생어센터에 의해 그것이 불가능해졌다. 따라서, 인간 유전체 정보를 공개했다. 최근에는 자신의 이배체 유전체 서열을 해독하여 공개하였다. 현재에는 한국의 배상원박사와 함께 유전에 대해 연구하고 있다.
1. 차움의 맞춤형 안티에이징…日열도가 젊어진다
2. 게놈의 기적
3. 네이버 프로필

## 같이 보기
- 인공 유전자 합성
- 유전자 검사
- 개인 유전체학
- 약물유전체학